# Astragalus magdalenae
Astragalus magdalenae är en ärtväxtart som beskrevs av Edward Lee Greene. Astragalus magdalenae ingår i släktet vedlar, och familjen ärtväxter.

## Underarter
Arten delas in i följande underarter:
- A. m. magdalenae
- A. m. niveus
- A. m. peirsonii